# 王維恭
王維恭（？—1661年8月12日（永曆十五年七月丙寅）），字洞玉，蘇州府吳縣人，南明外戚。

## 生平
王維恭是王畧的兒子、永曆帝正室孝剛匡皇后王氏的兄長；隆武二年（1646年）十一月時妹妹冊立為后，他則獲封華亭伯。孔有德攻打奉天，他和弟弟王維讓、馬吉翔、張同敞、吳雙、吳其靁、洪士彭責成叛投清朝的劉承胤之母親打開城門，永曆帝才能逃出奉天。永曆四年二月（1650年），金堡、丁時魁、蒙正發、劉湘客等「南明五虎」被下錦衣衛獄，是為五虎之獄，王維恭向王皇后哭訴不可以殺害諫臣，才讓金堡改為黜戍清浪衛。次年（1651年）十月，他得晉封華亭侯，掌管前軍都督府、弟弟王維讓掌管後軍都督府。
後來他在永曆十三年（1659年）跟隨永曆帝到者梗，與宦官楊某爭執，拳擊打破對方衣冠，遭緬甸人輕視，亦在咒水之難被殺。他的妻妾兒子回到滇京，三歲的幼子遭吳三桂用弓弦勒死。

## 引用
1. 1 2  錢海岳《南明史·卷四·本紀第四》：（永曆十五年七月）丙寅，緬人咒水戕從臣……
2. 1 2  錢海岳《南明史·卷二十五·列傳第一》：昭宗孝剛王皇后，吳縣人。……隆武二年十一月，上即位，冊立為后；封父畧長洲伯；兄維恭華亭伯。……王維恭，字洞玉。奉天之難，與弟維讓、（馬）吉翔、張同敞、吳雙、吳其靁、洪士彭責（劉）承胤母開城門，駕遂得出。金堡之獄，泣陳后不可殺諫臣，堡得改戍。永曆五年十月，晉侯，掌前軍都督府。……維讓，掌後軍都督府。
3. ↑  錢海岳《南明史·卷三·本紀第三》：（永曆四年二月）丁亥……太常卿丁時魁，都給事中金堡、蒙正發，侍讀學士劉湘客以罪下獄，杖戍。
4. ↑  錢海岳《南明史·卷二十五·列傳第一》：從幸者梗，與內官楊甲爭博，拳毆碎衣冠，為緬人所輕，亦死咒水之禍。妻妾幼子回滇京。子三歲，為吳三桂弓弦勒死。